# Aporosa stellifera
Aporosa stellifera är en emblikaväxtart som beskrevs av Joseph Dalton Hooker. Aporosa stellifera ingår i släktet Aporosa och familjen emblikaväxter. Inga underarter finns listade i Catalogue of Life.